# Olszany (gromada)
Olszany (do 6 XII 1957 Rokszyce) – dawna gromada, czyli najmniejsza jednostka podziału terytorialnego Polskiej Rzeczypospolitej Ludowej w latach 1954–1972.
Gromady, z gromadzkimi radami narodowymi (GRN) jako organami władzy najniższego stopnia na wsi, funkcjonowały od reformy reorganizującej administrację wiejską przeprowadzonej jesienią 1954 do momentu ich zniesienia z dniem 1 stycznia 1973, tym samym wypierając organizację gminną w latach 1954–1972.
Gromadę Olszany z siedzibą GRN w Olszanach utworzono 7 grudnia 1957 w powiecie przemyskim w woj. rzeszowskim w związku z przeniesieniem siedziby gromady Rokszyce z Rokszyc do Olszan i zmianą nazwy jednostki na gromada Olszany.
Dla gromady ustalono 15 członków gromadzkiej rady narodowej.
W 1971 roku gromada Olszany liczyła 1292 mieszkańców, zamieszkujących miejscowości: Brylińce (246), Chołowice (60), Cisowa (84), Krasice (103), Krzeczkowa (87), Mielnów (127), Olszany (288), Przedchołowice (44) i Rokszyce (253).
Gromada przetrwała do końca 1972 roku, czyli do kolejnej reformy gminnej.